# مدیر پنجره مجازی اف
مدیر پنجره مجازی اف (به انگلیسی: F Virtual Window Manager) که به اختصار به صورت FVWM هم نوشته می‌شود، یک مدیر پنجره آزاد برای سامانه پنجره اکس است. FVWM در اصل از مدیر پنجره استاندارد سامانه پنجره اکس که تی‌دبلیوام نام دارد مشتق شده‌است. اما FVWM بعدها تکامل یافته و در حال حاضر به یکی از قدرتمندترین و تنظیم پذیرترین مدیران پنجره برای سیستم‌های شبه یونیکس تبدیل شده‌است.

## ویژگی‌ها
- پشتیبانی از میزکارهای مجازی به تعداد نامحدود به طوری که هر میزکار به چندین صفحه تقسیم شده‌است.
- پشتیبانی کامل از EWMH، ICCCM-2 و GNOME Hints
- پشتیبانی از زبانهای بین‌المللی، شامل کاراکترهای چند-بایتی و متن دو جهته
- پشتیبانی از فونتهای xft
- نوار عنوان هر پنجره می‌تواند غیر فعال شده یا حتی بر روی دیگر لبه‌های یه پنجره قرار گیرد. این رفتار می‌تواند بر روی همه پنجره‌ها یا پنجره‌های خاصی اعمال شود.
- نوار عنوان می‌تواند شما آیکون، دکمه‌های بستن، تمام صفحه و مینیمایز باشد.
- هر پنجره می‌تواند یک آیکون مخصوص داشته باشد.
- پشتیبانی کامل از پی‌ان‌جی
- پنل‌های دسکتاپ می‌توانند توسط کاربر پیکربندی شوند.
- طراحی ماژولار